# Lymantria rhodopepla
Lymantria rhodopepla är en fjärilsart som beskrevs av Felder 1874. Lymantria rhodopepla ingår i släktet Lymantria och familjen tofsspinnare. Inga underarter finns listade i Catalogue of Life.